# FCコルヴィヌル・フネドアラ
クルブル・スポルティヴ・コルヴィヌル1921フネドアラ（Clubul Sportiv Corvinul 1921 Hunedoara）は、ルーマニア・フネドアラ県フネドアラに本拠地を置いているサッカークラブである。コルヴィヌル・フネドアラ（Corvinul Hunedoara）、または単にコルヴィヌル（Corvinul）という呼称で知られている。

## タイトル
- リーガII:
  - (4回): 1953, 1959-60, 1975-76, 1979-80
- リーガIII:
  - (4回): 1966-67, 2001-02, 2021-22, 2022-23
- リーガIV – フネドアラ県
  - (2回): 2009-10, 2017-18

## クラブ名の遍歴
| クラブ名                       | 年        |
| ------------------------------ | --------- |
| コルヴィヌル・フネドアラ       | 1921-1943 |
| Uzinele de Fier Hunedoara      | 1943-1948 |
| IMSフネドアラ                  | 1948-1950 |
| メタルル・フネドアラ           | 1950-1956 |
| エネルギア・フネドアラ         | 1956-1958 |
| コルヴィヌル・フネドアラ       | 1958-1962 |
| シデルルギストゥル・フネドアラ | 1962-1964 |
| メタルル・フネドアラ           | 1964-1970 |
| コルヴィヌル・フネドアラ       | 1970-2004 |
| コルヴィヌル2005フネドアラ     | 2005-2008 |
| FCフネドアラ                   | 2009-2016 |
| CSフネドアラ                   | 2016-2022 |
| コルヴィヌル・フネドアラ       | 2022-現在 |

## 歴代所属選手
- ヨアン・アンドネ
- ヨアン・ボグダン
- アレクサンドル・クレツ
- フロレア・ドゥミトラケ
- コンスタンティン・ドゥミトリウ
- オヴィディウ・ハンガヌ
- ミカエル・クレイン
- ボグダン・ロボンツ
- ミルチェア・ルチェスク
- ドリン・マテウツ
- ラドゥ・ヌンヴェイラー
- マリウス・パクラル
- ヨアン・ペトク
- ミルチェア・レドニク
- レムス・ヴラド